# Горноджумайско македонско благотворително братство
Горноджумайско македонско емигрантско благотворително братство „Тодор Александров“ е организация на бежанците от областта Македония, установили се в Горна Джумая.

## История
Братството е създадено преди юли 1919 година, влиза във Временната комисия на македонските братства в България и порицава отцепниците от нея.
Делегати от братството на Обединителния конгрес на МФРО и СМЕО от януари 1923 година са Антон Попстоилов, Гоце Междуречки, Н. Милев, С. Василев и Христо Митев.
На 8 февруари 1925 година е избрано ново настоятелство на братството в състав Гьорче Попангелов (председател), Гоце Междуречки (подпредседател), Илия Т. Орлинов (секретар-касиер) и съветници Христо Кенин, Иван Икономов, Иван Караджов и Христо Митов. На 22 февруари 1926 година в новото настоятелство влизат Христо Мишев (председател), Гоце Междуречки (подпредседател), Христо Хр. Ризов (секретар), Иван М. Киров (касиер), а съветници са Христо Кенин, Иван Икономов и Стефан Костов.
През 1929 година в настоятелството влизат: Гьорче Попангелов (председател), Иван Илиев (подпредседател), Илия Т. Орлинов  (секретар-касиер), а съветници са Иван Марков, Милан Деликиров, Георги Т. Москов и Иван Клифов. В 1930 година председател е подофицер Христо Кенин, а членове на настоятелството са Георги Попангелов, Иван Илиев, Илия Орлинов, Мицо Христов, Иван Деликиров и Иван Марков. Към 1931 година братството брои повече от 1200 редовни членове и е едно от отлично организираните.